# Вилхелм Анхалт
Вилхелм Анхалт (на немски: Wilhelm Anhalt) е немски капитан-лейтенант от Кригсмарине по време на Втората световна война. Награден е с медал за изключителни военни заслуги Рицарски кръст, както и много други.

## Награди
- Германски кръст от злато (12 февруари 1942)
- Minensuch Kriegsabzeichen (12 ноември 1940)
- Железен кръст
  - 2-ра степен (20 ноември 1939)
  - 1-ва степен (2 октомври 1940)
- Рицарски кръст (6 октомври 1940)
- Федерален кръст за заслуги (30 октомври 1972)